# 孫壱 (沙羡侯)
孫 壱（そん いつ、? - 甘露4年11月18日（259年12月19日））は、三国時代の呉の宗室。祖父は孫静。父は孫奐。兄は孫承。弟は孫封。妹は滕胤妻・呂拠妻。

## 生涯
呉の嘉禾3年（234年）、父の沙羡侯孫奐が死去。その爵位を継いだ兄の孫承も赤烏6年（243年）に没したため、庶子の孫壱が採り立てられた。
建興2年（253年）に諸葛恪が誅殺されると、孫峻の命で朱績・全煕と共に、公安に駐屯していた諸葛融（諸葛恪の弟）を攻撃し、自殺に追い込んだ。この功績で鎮南将軍から、鎮軍将軍・仮節・夏口督に昇進した。
五鳳3年（256年）、従子の孫綝（伯父の孫暠の孫）が実権を握ると、それに反発した滕胤と呂拠が謀反を起こしたが討伐され、弟の孫封もこの件に関与していたため自殺した。孫壱の妹2人が滕胤と呂拠に嫁いでいたため、孫壱本人も孫綝に疑われるようになった。
太平2年（257年）、魏で諸葛誕の反乱が勃発。孫綝はこの救援の軍事行動に託け、朱異に命じて孫壱を攻撃させる。孫壱は朱異の軍が武昌まで来たところでその意図に気づき、部曲千余人と滕胤の妻を引き連れて魏に亡命した。魏においては車騎将軍・儀同三司に任じられ、呉侯に封じられ、さらに曹芳の貴人（妻）だった邢氏を与えられるなどの厚遇を受けた。しかし邢氏が嫉妬深く頻繁に乱暴を働いたため、夫婦は家臣の恨みを買い、魏の甘露4年（259年）11月18日、孫壱は邢氏と共に女中によって殺害された。